# Теорема о четырёх вершинах

Эллипс (красный) и его эволюта (синяя), показывающие четыре вершины кривой. Каждая вершина соответствует острию эволюты.

Теорема о четырёх вершинах утверждает, что функция кривизны простой замкнутой гладкой плоской кривой имеет по меньшей мере четыре локальных экстремума (в частности, по меньшей мере два локальных максимума и по меньшей мере два локальных минимума). Название теоремы отражает соглашение называть экстремальные точки функции кривизны вершинами.

## Примеры

Кривизна эллипса

Самопересекающаяся кривая с двумя вершинами

- Эллипс с неравными полуосями имеет в точности четыре вершины — два локальных максимума кривизны в местах пересечения эллипса с большой осью, и два локальных минимума в местах пересечения с малой осью.
- На окружности все точки являются как локальными максимумами, так и локальными минимумами кривизны, так что на ней бесконечно много вершин.
- Существуют самопересекающиеся замкнутые кривые с двумя вершинами; такова например Улитка Паскаля с самопересечением. То есть условие простоты кривой в теореме существенно.

## История
Теорема о четырёх вершинах первоначально доказана для выпуклых кривых (то есть кривых со строго положительной кривизной) в 1909 году индийским математиком Мукхопадхьяей. Его доказательство использует факт, что точки кривой являются экстремумами функции кривизны тогда и только тогда, когда соприкасающаяся окружность имеет в этой точке 3-й порядок касания с кривой (в общем случае соприкасающаяся окружность имеет только второй порядок касания с кривой). Теорема о четырёх вершинах доказана в общем случае Адольфом Кнезером в 1912 году с помощью идей проективной геометрии.
Сейчас известно несколько доказательств, основанных на разных идеях.
Одно из наиболее простых предложено Робертом Осерманом основано на рассмотрении минимального покрывающего круга.

## Обратная теорема
Теорема, обратная теореме о четырёх вершинах, утверждает, что любая непрерывная, вещественная функция на окружности, имеющая по меньшей мере две точки максимума и по меньшей мере две точки минимума, является функцией кривизны некоторой простой замкнутой плоской кривой. Теорема доказана для строго положительных функций в 1971 году Германом Глюком как специальный случай общей теоремы о предопределённой кривизне n-сфер. Полностью обратная теорема о четырёх вершинах доказана Бьёрном Далбергом незадолго до его смерти в январе 1998 и опубликована посмертно. Доказательство Далберга использует порядок точки относительно кривой, который является некоторым топологическим вариантом доказательства основной теоремы алгебры.

## Приложения в механике
Одним из следствий теоремы является то, что катящийся по горизонтальной плоскости под силой тяжести однородный плоский диск имеет по меньшей мере 4 точки равновесия. Дискретная версия этого утверждения гласит, что не может существовать моностатический многоугольник.
В трехмерном пространстве, однако, моностатический многогранник существует, и существует выпуклый однородный объект с двумя точками равновесия (одна устойчивая, и одна неустойчивая) — гёмбёц.

## Вариации и обобщения
- Любая гладкая замкнутая кривая постоянной ширины имеет по меньшей мере 6 вершин.

Четыре соприкасающиеся окружности лежащие по одну сторону от данной замкнутой кривой.

- Теорема Пестова — Ионина: Для любой простой гладкой замкнутой регулярной кривой на плоскости существуют две точки, соприкасающаяся окружность в которых содержится в области ограниченной кривой; также существуют две точки соприкасающаяся окружность в которых содержится во внешней замкнутой области ограниченной кривой.
  - Любая из этих четырёх точек является вершиной кривой. Обратное вообще говоря не верно, поэтому теорема Пестова — Ионина обобщает теорему о четырёх вершинах.

- Существует несколько дискретных вариантов теоремы как для выпуклых, так и невыпуклых многоугольников[8]. Вот некоторые из них:
  - (Билинский) Последовательность углов выпуклого равностороннего многоугольника имеет по меньшей мере четыре экстремума.
  - Последовательность длин сторон выпуклого равноугольного многоугольника имеет по меньшей мере четыре экстремума.
  - (Мусин) Окружность, описанная вокруг трёх последовательных вершин многоугольника называется экстремальной, если она включает все оставшиеся вершины многоуголника, либо не содержит ни одной из них. Выпуклый многоугольник называется общим, если никакие четыре вершины не лежат на одной окружности. Любой общий выпуклый многоугольник имеет по меньшей мере четыре экстремальных окружности.
  - (Лежандр — Коши) Два выпуклых n-угольника с одинаковыми длинами соответствующих сторон имеют либо как минимум четыре изменения знака последовательности разостей соответствующих углов, либо изменений знака не имеют.
  - (А. Д. Александров) Два выпуклых n-угольника с соответствующими[англ.] параллельными сторонами и равной площадью имеют либо по меньшей мере 4 смены знака в последовательности разностей длин соответствующих сторон, либо не имеют смены знака вообще.